# Spulgu purvs
Spulgu purvs este o arie protejată (arie specială de conservare — SAC, sit de importanță comunitară — SCI, arie de protecție specială avifaunistică — SPA) din Letonia întinsă pe o suprafață de 307,23 ha, integral pe uscat.

## Localizare
Centrul sitului Spulgu purvs este situat la coordonatele 56°21′31″N 25°50′11″E / 56.3587°N 25.8365°E.

## Înființare
Situl Spulgu purvs a fost declarat arie de protecție specială avifaunistică în decembrie 2002 pentru a proteja 5 specii de animale. Alte tipuri de protecție:
- sit de importanță comunitară (în mai 2004)
- arie specială de conservare (în mai 2004)[1][3][4]

## Biodiversitate
Situată în ecoregiunea boreală, aria protejată conține 7 habitate naturale: Turbării active, Mlaștini oligotrofe degradate, capabile încă de regenerare naturală, Mlaștini turboase de tranziție și turbării mișcătoare, Depresiuni pe substraturi de turbă de Rhynchosporion, Taiga vestică, Păduri caducifoliate de mlaștină fino-scandinave, Mlaștini împădurite.
La baza desemnării sitului se află mai multe specii protejate de  păsări (5): cocoșul de mesteacăn (Bonasa bonasia), ciocănitoare cu spate alb (Dendrocopos leucotos), ciocănitoare neagră (Dryocopus martius), cocor (Grus grus), cocoșul de mesteacăn (Tetrao tetrix tetrix)
Pe lângă speciile protejate, pe teritoriul sitului au mai fost identificate 1 specie de plante, 2 specii de mamifere.